# BODR
"BODR" (abreviação de "Bacc On Death Row") é o decimo nono álbum de estúdio do rapper estadunidense Snoop Dogg. Foi lançado em 11 de fevereiro de 2022 no Estados Unidos, pela editora discográfica Death Row Records, tornando-se o terceiro álbum dos artista lançado pela gravadora, e o primeiro após 26 anos de hiato. O álbum foi distribuído pela empresa Create Music Group. O álbum conta com as participações especiais de Nas, T.I., Sleepy Brown, Nate Dogg, The Game, DaBaby, Uncle Murda, Wiz Khalifa e Lil Duval, a produção ficou por conta de Battlecat, Bing!, DJ Green Lantern, Hit-Boy entre outros.

## Antecedentes
Em 9 de fevereiro de 2022, poucos dias antes do lançamento de BODR, Snoop Dogg anunciou a compra dos direitos da gravadora Death Row Records, que até então pertenciam a MNRK Music Group (anteriormente conhecida como eOne Music). A venda não incluiu imediatamente os direitos do catálogo da gravadora, mas foi relatado que o rapper estava se aproximando de um acordo de ambas as partes para adquirir os catálogos, que inclui trabalhos anteriores dele e de outros artistas como Dr. Dre, Tha Dogg Pound e 2Pac.

## Divulgação
O álbum foi lançado dois dias antes da apresentação do rapper Super Bowl LVI halftime show, ao lado de outras lendas do hip hop Dr. Dre, Eminem, Mary J. Blige e Kendrick Lamar e participações especiais de 50 Cent e Anderson Paak.

## Performance comercial
No dia do lançamento, BODR estreou na sétima posição dos álbuns mais vendidos no iTunes dos Estados Unidos. Após a performance de Snoop no Super Bowl LVI halftime show, o álbum subiu para a quarta posição.
BODR estreou na posição 104 da Billboard 200, marcando a vigésima sétima entrada do artista no gráfico.

## Faixas
| N.º            | Título                                                                         | Compositor(es)                          | Produtor(es)        | Duração |  |
| 1.             | "Still Smokin"                                                                 | Calvin Broadus                          | Battlecat           | 1:31    |  |
| 2.             | "Gun Smoke"                                                                    | Broadus                                 | Hi-Tek              | 1:50    |  |
| 3.             | "Coming Back" (com participação especial de October London e Nefertitti Avani) | Broadus October London Nefertitti Avani | Battlecat           | 3:31    |  |
| 4.             | "Sandwich Bag"                                                                 | Broadus                                 | Bink                | 2:49    |  |
| 5.             | "Conflicted" (com participação especial de Nas)                                | Broadus Nasir Jones                     | Hit-Boy             | 2:50    |  |
| 6.             | "Daddy" (com participação especial de Emo Trap)                                | Broadus Shaquille Anthony Taylor        | Hit-Boy             | 3:37    |  |
| 7.             | "Doggystylin"                                                                  | Broadus                                 | Soopafly            | 2:53    |  |
| 8.             | "Crip Ya Enthusiasm"                                                           | Broadus                                 | DJ Green Lantern    | 3:39    |  |
| 9.             | "Gotta Keep Pushing" (com participação especial de T.I. e Sleepy Brown)        | Broadus Clifford Harris Patrick Brown   | Hollis              | 3:13    |  |
| 10.            | "House I Built"                                                                | Broadus                                 | Hit-Boy             | 3:10    |  |
| 11.            | "Outside the Box" (com participação especial de Nate Dogg)                     | Broadus Nathaniel Hale                  | Battlecat           | 2:22    |  |
| 12.            | "Jerseys in the Rafters" (com participação especial de The Game)               | Broadus Jayceon Taylor                  | Hit-Boy             | 2:29    |  |
| 13.            | "Pop Pop" (com participação especial de DaBaby)                                | Broadus Jonathan Kirk                   | Trevor Lawrence Jr. | 2:24    |  |
| 14.            | "Catch a Vibe" (com participação especial de HeyDeon)                          | Broadus Deon Samuel Williams            | Soopafly            | 3:14    |  |
| 15.            | "It's in the Air" (com participação especial de Uncle Murda e Jane Handcock)   | Broadus Uncle Murda Jane Handcock       | Nottz               | 3:12    |  |
| 16.            | "We Don't Gotta Worry No More" (com participação especial de Wiz Khalifa)      | Broadus Cameron Thomaz                  | Don Cannon          | 2:57    |  |
| 17.            | "Get This Dick" (com participação especial de Lil Duval e October London)      | Broadus Thomaz                          | Don Cannon          | 3:30    |  |
| 18.            | "Snoopy Don't Go" (com participação especial de October London)                | Broadus London                          | Battlecat           | 4:00    |  |
| Duração total: | Duração total:                                                                 | Duração total:                          | Duração total:      | 53:11   |  |

## Desempenho nas paradas músicas

### Gráficos semanais
| Paradas (2022)                                | Melhor posição |
| --------------------------------------------- | -------------- |
| Bélgica (Ultratop Flandres)                   | 83             |
| Canadá (Billboard)                            | 97             |
| Estados Unidos (Billboard 200)                | 104            |
| Estados Unidos (Billboard Independent Albums) | 14             |
| Países Baixos (Dutch Charts)                  | 84             |
| Reino Unido (UK Digital Albums)               | 25             |
| Reino Unido (UK R&B Albums Chart)             | 18             |
| Suíça (Schweizer Hitparade)                   | 28             |

## Histórico de lançamento
| País           | Data                    | Formato                         | editora discográfica                 | Referência |
| -------------- | ----------------------- | ------------------------------- | ------------------------------------ | ---------- |
| Estados Unidos | 11 de fevereiro de 2022 | descarga digital fluxo de mídia | Create Music Group Death Row Records | [ 18 ]     |